# André Barsacq
André Barsacq (* 5. Februar 1909 in Feodossija, Russland; † 3. Februar 1973) war ein französischer Regisseur, Dramatiker und Theaterregisseur. Er arbeitete auch als Übersetzer und Bühnenbildner.

## Leben und Wirken
André Barsacq wurde in der Nähe der Krim geboren. Nach dem frühen Tod des Vaters zog die Familie nach Frankreich. Dort begann er nach dem Gymnasium eine Ausbildung an der École nationale supérieure des arts décoratifs in Paris zum Innenarchitekten und Bühnenbildner. Vom Theater begeistert, begann er 1927 seine Arbeit als Bühnenbildner und Kostümbildner für Volpone von Jules Romains und Stefan Zweig nach Ben Jonson in der Inszenierung von Charles Dullin. Der 18-Jährige hatte damit Erfolg und arbeitete von nun an für Antonin Artaud, Jean-Louis Barrault und Jean Hugo. Er wurde bekannt für seine klare Synthese der Dekoration mit Text und Kontext. Neben seiner Arbeit für das Theater war er auch Ausstatter einiger Kinofilme von Marcel L’Herbier, Max Ophüls und Jean Grémillon. Sein drei Jahre älterer Bruder Léon Barsacq etablierte sich zu jener Zeit ebenfalls als Filmarchitekt.
1937 gründete er mit Jean Dasté die La Compagnie des Quatre Saisons und wurde selbst Bühnenregisseur. Er inszenierte zeitgenössische Autoren und Klassiker. Mit seinen Inszenierungen reiste er nach New York und nach Rio de Janeiro. Seine Pariser Wirkungsstätten als Regisseur waren das Théâtre de l’Atelier, die Comédie-Française und das Odéon. Schließlich wurde er Direktor des Théâtre de l’Atelier. Er holt viele russische Autoren auf die Pariser Bühnen und arbeitet als Regisseur von 1937 bis 1972 mit den  Schauspielern  Pierre Arditi, Niels Arestrup, Jean-Paul Belmondo, Michel Bouquet, Charles Denner, Michael Lonsdale, Jean-Pierre Marielle, Philippe Noiret, François Périer, Jacques Perrin, Michel Piccoli, Claude Rich, Jean Rochefort, Laurent Terzieff und Pierre Vaneck und den Schauspielerinnen Arletty, Brigitte Bardot, Maria Casarès, Danièle Delorme, Edwige Feuillère, Claude Jade, Jeanne Moreau, Emmanuelle Riva, Delphine Seyrig und Marina Vlady.
Legendär bleibt u. a.seine Uraufführung von Marcel Aymés Die Mondvögel von 1955, die er auch 1971 verfilmte. Er ist Regisseur von etwa 80 Theaterstücken und inszenierte ein Dutzend Stücke auch als Fernsehfilme.
Er starb bei den Vorbereitungen zu Eines langen Tages Reise in die Nacht mit Georges Wilson.
Seine Tochter war die französische Schauspielerin Elisabeth Alain (1937–1974), bekannt aus der Serie Le 16 à Kerbriant.

## Filmografie
- 1937: Yoshiwara
- 1952: Le rideau rouge mit Michel Simon, Pierre Brasseur, Monelle Valentin, Olivier Hussenot
- 1964: Château en Suède mit Philippe Noiret, Françoise Brion, Jacques François
- 1966: Un mois à la campagne mit Delphine Seyrig, Jacques François, Elisabeth Alain
- 1967: Le roi cerf mit Renaud Verley, Monique Tarbès, Elisabeth Alain, Pierre Pernet
- 1968: L'idiot mit Philippe Avron, Elisabeth Alain, Charles Denner, Olivier Hussenot
- 1971: Les oiseaux de lune mit Jacques Duby, Claude Jade, Jean-Gabriel Nordman, Pierre Arditi